# Heterorachis ultramarina
Heterorachis ultramarina là một loài bướm đêm trong họ Geometridae.